# Stephen O'Donnell (calciatore 1983)
Stephen James O'Donnell (Bellshill, 10 luglio 1983) è un ex calciatore scozzese, di ruolo centrocampista.

## Caratteristiche tecniche
Centrocampista centrale, può giocare anche da mediano o da esterno destro.

## Carriera
Vanta 68 incontri nella SPL. Ha giocato per entrambe le squadre di Dundee.
Nel gennaio del 2007 il St. Mirren lo preleva dal Clyde (seconda divisione scozzese) per circa 475000 €.

## Palmarès

### Club

#### Competizioni regionali
- Forfarshire Cup: 1

Dundee Utd: 2004-2005